# Федеральное министерство Германии по делам бундесрата

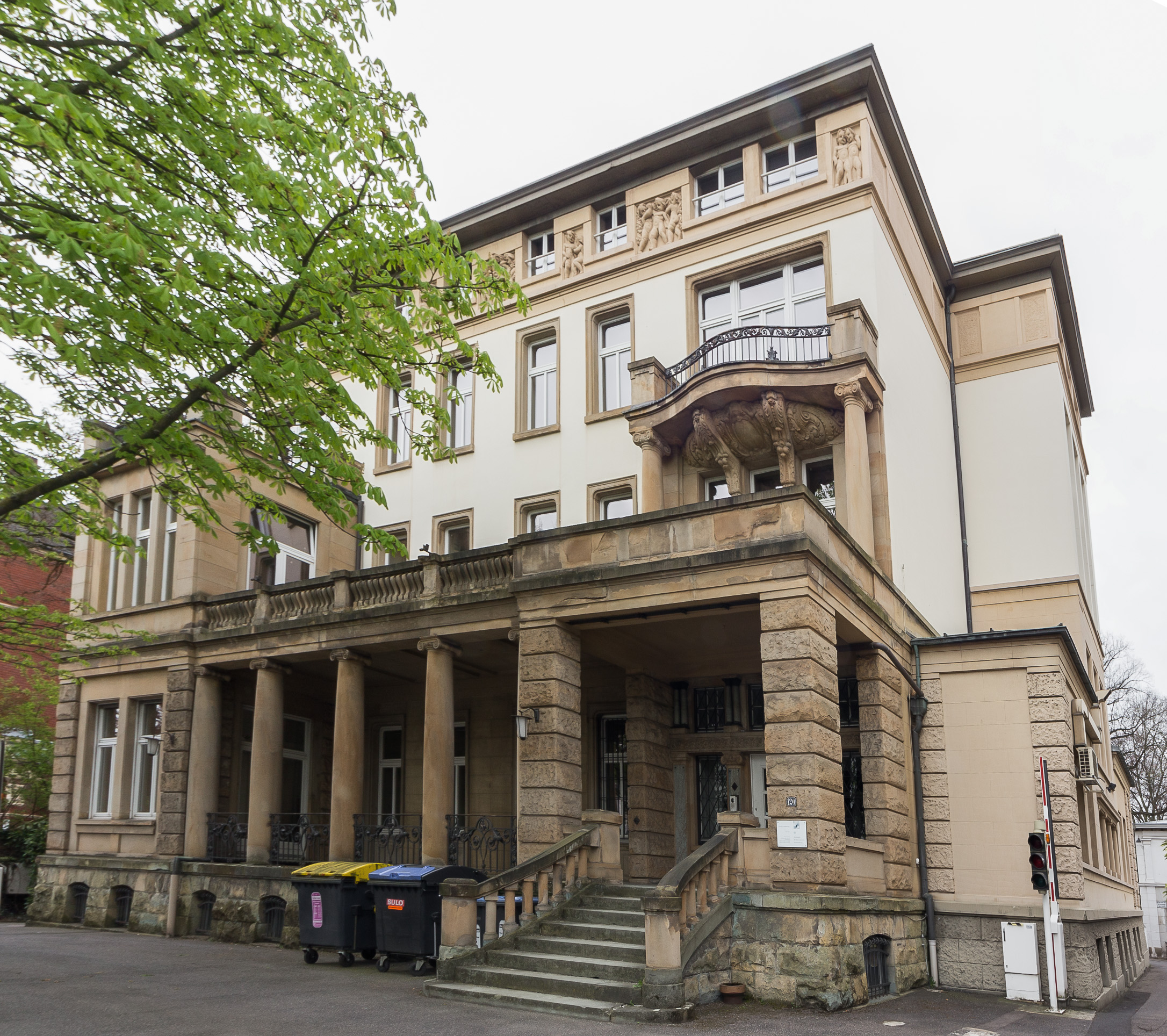
Местонахождение бывшего Федерального министерства по делам Федерального совета, Adenauerallee 120/122, Бонн

В 1949 году для бундесрата было создано отдельное Федеральное министерство по делам бундесрата (нем. Bundesminister für Angelegenheiten des Bundesrates), которое с 1957 года называлось Федеральным министерством по делам бундесрата и земель (нем. Bundesminister für Angelegenheiten des Bundesrates und der Länder).
Министерство должно было обеспечивать хороший обмен информацией между представленными землями в бундесрате и федеральным правительством. Оно располагалось по адресу Adenauerallee 120/122 в Бонне и состояло из трех отделов:
- центральное управление, которое отвечало за штат, бюджет министерства, работу с прессой и аналогичные организационные задачи,
- политический департамент, который поддерживал связь с бундестагом, бундесратом и представителями земель, подготавливал реструктуризацию федеральной территории и брал на себя организацию помощи в чрезвычайных ситуациях, а также
- юридический отдел, который отвечал, в особенности, за разграничение ответственности между федеральным правительством и землями, а также между законами, требующими и не требующими одобрения бундесрата.

В 1969 году новое правительство Брандта распустило это министерство вместе с министерством по делам беженцев и министерством казначейства в рамках реструктуризации министерств. Обязанности министерства были переданы федеральной канцелярии, помощь в чрезвычайных ситуациях — МВД и, де-факто, позже — министерству обороны.
Задача, аналогичная той, что в то время выполнял министр бундесрата, сегодня возложена на государственного министра по координации федерации и земель при федеральном канцлере, с 14 марта 2018 года это политик ХДС Хендрик Хоппенштедт (по состоянию на апрель 2020 года).

## Министры бундесрата с 1949 по 1969 год
Ханс-Йоахим фон Меркац во время своей деятельности в качестве министра бундесрата дважды ненадолго возглавлял другое федеральное министерство. Сначала в 1956—1957 годах в качестве федерального министра юстиции (его предшественник Фриц Ноймайер был уволен Конрадом Аденауэром по причине возраста), а затем в 1960—1961 годах в качестве федерального министра по делам изгнанных, беженцев и жертв войны после того, как Теодор Оберлендер ушел в отставку.
| №                                                | Имя                                     | Годы жизни                              | Политическая партия                     | Начало срока полномочий                 | Конец срока полномочий                  | Срок полномочий в днях                  |
| Федеральный министр по делам бундесрата          | Федеральный министр по делам бундесрата | Федеральный министр по делам бундесрата | Федеральный министр по делам бундесрата | Федеральный министр по делам бундесрата | Федеральный министр по делам бундесрата | Федеральный министр по делам бундесрата |
| ------------------------------------------------ | --------------------------------------- | --------------------------------------- | --------------------------------------- | --------------------------------------- | --------------------------------------- | --------------------------------------- |
| 1                                                | Генрих Хельвеге                         | 1908—1991                               | НП                                      | 20 сентября 1949                        | 26 мая 1955                             | 2074                                    |
| 2                                                | Ханс-Иоахим фон Меркац                  | 1905—1982                               | НП                                      | 26 мая 1955                             | 29 октября 1957                         | 887                                     |
| Федеральный министр по делам бундесрата и земель |                                         |                                         |                                         |                                         |                                         |                                         |
| 2                                                | Ханс-Иоахим фон Меркац                  | 1905—1982                               | НП (до 1960 г.) ХДС (с 1960)            | 29 октября 1957                         | 13 декабря 1962                         | 1871                                    |
| 3                                                | Алоис Нидеральт                         | 1911—2004                               | ХСС                                     | 14 декабря 1962                         | 30 ноября 1966                          | 1447                                    |
| 4                                                | Карло Шмид                              | 1896—1979                               | СДПГ                                    | 1 декабря 1966                          | 21 октября 1969                         | 1055                                    |